# Derrick Adkins
Derrick Ralph Adkins (Brooklyn, Nova Iorque, 2 de julho de 1970) é um antigo atleta norte-americano, vencedor da prova de 400 metros com barreiras nos Jogos Olímpicos de 1996.

## Carreira
O aparecimento de Adkins na cena internacional aconteceu em 1991, após ser terceiro classificado nos Campeonatos Nacionais dos EUA e ter-se assim qualificado para os Campeonatos Mundiais de 1991, em Tóquio, onde terminou na sexta posição. Logo a seguir venceu os 400 m barreiras dos Jogos Mundiais Universitários em 1991 e também em 1993, ficando em quinto lugar nos Campeonatos Mundiais de Estugarda 1993.
Depois de ser campeão norte-americano em 1994 e 1995, Adkins chega a Gotemburgo para participar nos Campeonatos Mundiais de 1995 como principal favorito, juntamente com o zambiano Samuel Matete que haveria de ser o seu grande rival ao longo da sua carreira. Numa corrida intensamente disputada a três (Adkins, Matete e o francês Stéphane Diagana), Adkins acaba como vencedor com 47.98 s, cinco centésimos de segundo à frente de Matete.
Ao longo da temporada de 1996, antes dos Jogos Olímpicos de Atlanta, Matete bateu Adkins na maior parte das corridas em que se defrontaram em meetings. Porém, na final olímpica, Adkins volta a derrotar o atleta zambiano e arrebata a medalha de ouro com um tempo de 47.54 s, deixando Matete a 0.24 s de distância.
No ano seguinte, Adkins volta a qualificar-se para os Campeonatos Mundiais de Atenas, mas surpreendentemente não consegue atingir a final, quedando-se pela quinta posição numa das semi-finais. A partir dessa altura, a sua carreira começa a entrar em declínio, embora continuando a participar em provas internacionais até 2003.
Depois de se retirar, Adkins continua ligado ao atletismo, primeiro como técnico na Universidade Columbia, depois como diretor da New Balance Track and Field.